# Hard rock
A hard rock a rock and roll zene egyik típusa, melynek gyökerei az 1960-as évek garázs- és pszichedelikus rock zenéjéből erednek. Legfőbb eleme mégis a rock, melynek a hard rock a keményebb, durvább és technikailag fejlettebb változata. (Ebben az értelemben a hard rock utáni következő szint a progresszív rock.) A riffekkel dolgozó torzított gitárhangzás, a dobok és a basszus kemény alkalmazása jellemzi. A kifejezést gyakran használják a különféle stílusok általánosító megjelöléseként (például a punk, a grunge, és egyéb műfajokra is), hogy megkülönböztessék azokat a rádiók által játszott népszerű popzenétől. A hard rock egyfajta "lázadó rock" megtestesülése.

## Jellemvonások
A hard rockot erősen befolyásolta a blueszene; a leggyakrabban használt skála a pentaton, ahogyan a bluesban is. A hagyományos rock and rolltól eltérően a hard rock a brit blues elemeit is felhasználja, amely művelői előszeretettel játszottak modernebb hangszereken, mint az elektromos gitár, elektromos basszusgitár és billentyűsök.

### Hangszerek
A legfontosabb hangszerei a hard rocknak az elektromos gitár, a dobok és a basszusgitár. A gitáros szerepe ebben a zenében majdnem uralkodó. Sok együttesben kétfajta gitárost találhatunk: a ritmusgitárost és a szólógitárost. A szólógitáros játssza a gitárszólókat és riffeket, és a sebesség és dinamika érdekében esetenként olyan technikákat vetnek be, mint a tapping, alternate picking és sweep picking. A ritmusgitáros mondhatni kiszolgálja mind a szólógitárost, mind a többi zenészt, egyfajta alapot biztosítva azok munkájához. A basszusgitár és dob kevesebb, de nem elhanyagolható jelentőséggel bír: előbbi egy harmonikus keretet biztosít, utóbbi a zene ritmusát tartja fenn. Több együttesben a billentyűs szerepe vetekszik a gitároséval, a dalok egyaránt tartalmaznak gitár- és orgona/szintetizátor szólót. A 70-es években elterjedt hangszer volt a Hammond orgona a rockzenekarokban.

### Heavy metal – hard rock
Az 1970-es évek folyamán a hard rock egy új, keményebb zenei műfajt ihletett, ez lett a heavy metal. E műfaj alapítói például a Led Zeppelin, a Black Sabbath és a Deep Purple, finom átmenetet jelentettek a két stílus között, ezért ezeket az együtteseket egyszerre tartják hard rock és heavy metal zenekaroknak is, míg a KISS, AC/DC, Nazareth, Queen, Status Quo, Guns N’ Roses, Van Halen, Aerosmith és Bon Jovi együtteseket gyakran a hard rock stílusba sorolják.

## Története

### Korai évek

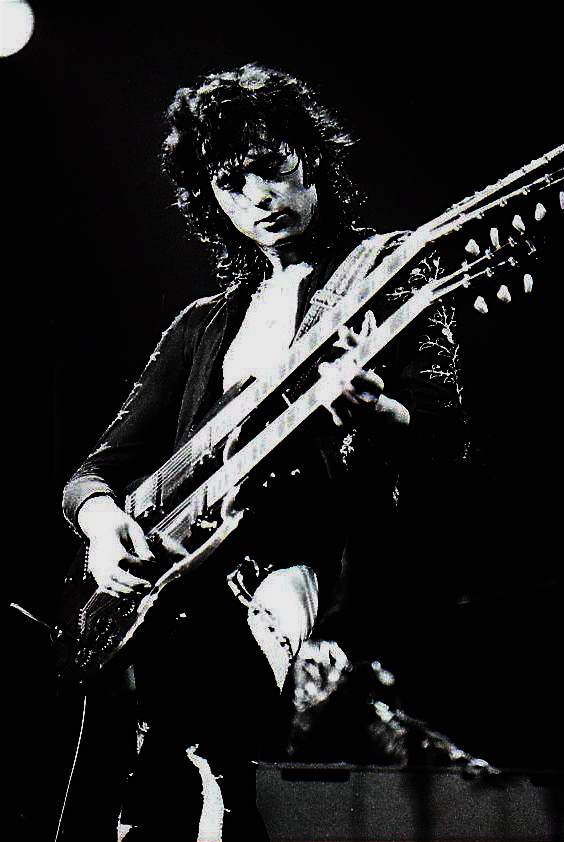
Jimmy Page, aki összehozta a Led Zeppelint, a Madison Square Garden színpadán dupla nyakú gitáron játszik (1973)

A hard rock zene legfontosabb ihletője a blueszene, még pontosabban a brit blues volt. Olyan brit együttesek, mint a Rolling Stones, a Beatles, a Cream, a Who, a Kinks és a Yardbirds átalakították a hagyományos rock and roll hangzást, új elemeket vittek bele, erősített és torzított gitárhangzást, hangosabb éneket és szokatlanul kemény ritmusszekciót, ezzel létrehozva a hard rock alapját. Ezt a korai hangzást hallhatjuk például a Beatles Helter Skelter (1968), a Who I Can See for Miles (1967) és a Kinks You Really Got Me (1964) dalaiban.
Ugyanakkor Jimi Hendrix létrehozott egyfajta blues inspirálta pszichedelikus rockzenét, amely jazz és rock and roll elemeket is tartalmazott. S ezek mellett Ő volt az első hard rock szerző-előadó a gitárosok közül (Purple Haze, 1966; Foxy Lady, 1967) aki újfajta technikákkal kísérletezett: torzítás és visszacsatolás.
Az 1960-as évek végén felszínre került a hard rock is, a Led Zeppelin és Black Sabbath együttesek keverték a brit rock hangzást a blues rockkal. A Led Zeppelin bemutatkozó albuma (Led Zeppelin, 1969) szinte egymaga képviseli a hard rock kezdetét. A blues hatása tisztán kivehető, és nem egy dal feldolgozás blues előadóktól (Willie Dixon, Howlin’ Wolf). A Deep Purple három albumával, a Deep Purple in Rock (1970), Fireball (1971), és Machine Head (1972) lemezekkel a hard rock élmezőnyébe lépett.

### 1970-es évek
A Led Zeppelin III már folk- ill. progresszív megoldásokkal is kísérletezett, de a hard rock alapok megmaradtak. 1970-ben a Black Sabbath azonos című albumával elkészítette az első heavy metal albumot; ez a kor könnyűzenéjében forradalminak számított, sötét, okkult szövegek, keményebb riffek és nyomasztó hangulat jellemezték.
A Deep Purple gyökeresen megváltozott hangzással jelentkezett az 1970-ben kiadott Deep Purple in Rock albumán. A hangzás keményebb lett, a gitár hangsúlyosabb szerepet kapott, akár csak az újonnan belépő énekes, Ian Gillan hangja. Az albumon hallható dalok (például a Speed King és a Child in Time) az első heavy metal szerzemények közé tartoznak. Az együttes folytatta a hard rock átalakítását az 1972-es Machine Head albumával. Erről az albumról a Highway Start az első speed metal dalnak tartják. Szintén ezen az albumon hallható a hard rock klasszikusnak számító Smoke on the Water, aminek a gitárriffje az egyik leghíresebb riff. Egy másik együttes, a Nazareth újabb stílusokkal keverte a műfajt, a Hair of the Dog albumuk több későbbi előadót befolyásolt.
Az 1970-es évek folyamán a hard rock több műfajt hozott létre. 1972-ben Alice Cooper kiadta az első shock rock albumot, a Schools Out-ot. A következő évben a Lynyrd Skynyrd kibocsátotta azonos című bemutatkozó albumát, amely tovább terjesztette a hard rock kereteit. 1974-ben a Queen kiadta harmadik albumát, a Sheer Heart Attackot, amelyről a Stone Cold Crazy több későbbi thrash metal előadót ihletett meg (Metallica, Megadeth). A Queen többrétegű vokálokat, gitárhangzást és éneket használt, a glam rock stílust keverte a progresszív zenével, és az addig műfaj idegennek számító operával.
A KISS együttes alig egy év alatt kiadta három bemutatkozó albumát, a Kiss, Hotter Than Hell és Dressed to Kill lemezeket, majd a kereskedelmi áttörést is elérte dupla koncertalbumával, at Alive!-val. 1975-től az Aerosmith is sikereket ért el, két fontos albumával, a Toys in the Attickal és a Rocksszal, a hagyományos hard rock és blues minden fontos elemét felmutatták, és olyan későbbi együtteseknek nyújtottak inspirációt, mint a Metallica, Guns N’ Roses és a Mötley Crüe.
1976-ban feloszlott a Deep Purple, ami 1984-ben újra összeállt. A következő évben Ronnie Van Zant énekes repülőgép szerencsétlenség áldozata lett; ez együttese, a Lynyrd Skynyrd feloszlását is jelentette. 1978-ban Keith Moon, a The Who dobosa hunyt el gyógyszer-túladagolásban. Amerikában a diszkó, Angliában a punk felemelkedésével párhuzamosan a hard rock kezdett veszíteni a népszerűségéből. Utóbbi stílus képviselő úgy tűnt a lázadó szerepet is átveszik a rockerektől.
1978-ban megalakult a Van Halen együttes. Gitárosuk, Eddie Van Halen az 1970-es évek egyik legsikeresebb és legtechnikásabb zenésze lett, és az együttes bemutatkozó albuma (Van Halen) rocktörténeti jelentőségű.
1979-ben az AC/DC kiadta egyik legsikeresebb albumát, a Highway to Hellt. Az együttes zenéje mélyen a rhythm and bluesban gyökerezett, és határozottan elutasították a heavy metal címkét.

### 1980-as évek
1980-ban elhunyt John Bonham, a Led Zeppelin dobosa, és Bon Scott, az AC/DC énekese – ezzel a klasszikus rockegyüttesek korszaka véget ért. Egyes zenekarok, mint például a Queen, elhagyták a hard rock alapokat, és a popzene irányába orientálódtak. Az AC/DC új énekessel felvette korszakalkotó Back in Black albumát. A lemez hihetetlen sikere új lendületet adott a Van Halen-típusú metal együtteseknek, és elősegítette azok rádiós sikereit.
1981-ben a Mötley Crüe kiadta a Too Fast for Love albumot, amely megadta a kezdőlökést a glam metal együttesek sikerének. A Twisted Sister és Queit Riot zenekarok erre az alapra építkeztek, és az utóbbi Metal Health albuma lett az első listavezető amerikai metal album.
Az angol Def Leppard együttes 1983-ban kibocsátotta Pyromania albumát, amely világsikert hozott a számukra. A lemez a heavy metal, glam rock és hard rock elegye volt, ez sok 80-as évekbeli hard rock együttest befolyásolt.
1984-ben a Van Halen albuma, az 1984 újra hatalmas siker lett, köszönhetően a szintetizátorok nagyobb fokú használatának és a gitárközpontú zenétől való eltávolodásnak. Erről az albumról a Jump című dal az első listavezető heavy metal kislemez lett. Ebben az évben alakult újra a Deep Purple is, minek során megjelent a Perfect Strangers című albumuk. Még ebben az évben megalapult a Bon Jovi.
1986-ban megjelenik a Bon Jovi első világsikerű lemeze a Slippery When Wet.
1987-ben nagy sikert ért el a Guns N’ Roses Appetite for Destruction albuma, amely a hard rock gyökerekhez való visszatérést jelképezte, ugyanakkor a glam metal elemeket is sikeresen hasznosította. Underground együttesek, mint a Sonic Youth és a Dinosaur Jr már kisebb sikereket értek el, elővetítve a 90-es évek zenei trendjeit.

### 1990-es évek és napjaink
1991-ben Freddie Mercury AIDS betegséggel kapcsolatos komplikációk miatt elhunyt. Az 1990-es évek elejét a Guns N’ Roses és a Metallica „uralták”. Előbbi Use Your Illusion és utóbbi Metallica albuma milliós példányszámban keltek el, ennek kapcsán felszínre került a korábban nyers rockzenészek dekadenssé válásának, a zene elüzletiesedésének problémája. Ezzel egyidőben és ennek hatására a rockzene egy új, nyers stílusa vált vezető népszerűségűvé: a grunge. Néhány ilyen stílusú zenekar különösen népszerű lett (Nirvana, Alice in Chains, Pearl Jam, Soundgarden, A Screaming Trees, The Melvins, Mudhoney), azonban Kurt Cobain halálával és a Nirvana feloszlásával a grunge csillaga is leáldozott.
A média ezeknek az együtteseknek a megjelenését úgy értelmezte, mint egyfajta punk választ a 80-as évek giccses glam metal és stadionrock előadóira. Sok nem Seattle-i származású együttes is sikereket ért el: Stone Temple Pilots, Nudeswirl, Prong és Hum. Angliában több együttes kísérletezett a korai időszak „gitárhős” jellegű rockzenéjét felidézni: Ride, Wheel és Swervdriver.
Mások megpróbálták a metalhangzást egyéb eklektikus hangzásokkal gazdagítani, ezeket az együtteseket az alternatív rock stílusba sorolják. A 90-es évek elejétől számos együttes hatással volt rájuk, például a U2 Achtung Baby albuma szakítva a 80-as évek klasszikus hangzásával, addig idegen stílusokkal és effektusokkal keverte a rockzenét – de említhető ős-alternatívként a R.E.M. és a Pixies is. A Red Hot Chili Peppers, a Primus, a Rage Against the Machine és a White Zombie főleg funkzenével keverték a hangzásukat. A Limp Bizkit és Linkin Park együttesek rap- és hiphophatásokkal ötvözték a heavy metalt, ez a stílus nu metal néven vált ismertté.

## A hard rock Magyarországon
Magyarországon a hard rock az 1970-es években jelent meg. Terjedését nehezítette az Aczél György nevével fémjelzett szocialista kultúrpolitika: a három TTT beosztásból (Tiltott, Tűrt, Támogatott) a tűrt kategóriában helyezkedett el a zenekarok nagy része. A dalszövegek cenzúrázásán kívül külön nehézség volt a Erdős Péter által vezetett Hanglemezkiadó Vállalat monopolhelyzete, ami több zenekarnak nem adta meg az esélyt a lemezkiadásra. Ilyen volt az első igazi magyar hard rock zenekar a Taurus Ex-T:25-75-82, avagy az 1973-ban alakult, Schuster Lóránt vezette P. Mobil, ami csak 1981-ben adhatta ki első lemezét. A hard rock lázadó mivolta miatt a kommunista rendszernek több ügynöke figyelte a zenekarokat és írt jelentéseket róluk.
Igyekezték gátolni a nem felülről szervezett együtteseket, például a Radics Béla nevével fémjelzett Taurus-t. A Taurus nem létezett sokáig mégis sikerült két kislemezzel elindítaniuk a hard rock terjedését Magyarországon is. És bár sokáig próbálták ellehetetleníteni a műfajt, a nagyszámú és kitartó rajongóknak köszönhetően mégis életben maradt. A hetvenes évek első felében a Frenreisz Károly vezette supergroup, a Skorpió kapta meg a nagylemezkiadás lehetőségét a hard rock együttesek közül.
A gyakran „őszinte kőkemény” néven emlegetett stílus és a hozzá kapcsolódó „csöves” szubkultúra hazai virágkora az 1970-es évek végére és az 1980-as évek elejére tehető. 1978-ban második albumával népszerűsége csúcsára ért a Piramis. A következő évben a Budai Ifjúsági Parkban rögzítették első koncertalbumukat, A nagy bulit.
Nagy Feró punkhoz közeli zenét játszó együttesként szervezte újjá az immár női tagok nélküli Beatricét, amely az elkövetkező évek egyik legnagyobb botrányzenekarává nőtte ki magát. Rossz hírüket fokozta a „csirkedarálásról” keltett urban legend. Bár 1979-ben készítettek egy nagylemeznyi felvételt, az nem jelenhetett meg (csak 1992-ben adták ki Megkerült hangszalag – Betiltott dalok címmel). Némi kitörési pontot jelentett az akkor már befutott Omegával és LGT-vel közös turné, aminek Kisstadion-beli zárókoncertjén lemezfelvétel is készült, az albumon egy rövid Beatrice-blokk is helyett kapott.
1979-ben egy új supergroup, a Tinédzser-dal kislemezzel befutó Dinamit megalakulása eredményezett átrendeződést. A Skorpiót három tagja is elhagyta, a magára maradt Frenreisz Károly létrehozta az „erőtrió” felállású Új Skorpiót, amely két albumot készített. A P. Mobilból az énekes Vikidál Gyula távozott, helyére Tunyogi Péter került. Az együttes népszerűsége ellenére 1978-tól 1980-ig mindössze három kislemezt jelentethetett meg, pedig 1980-ig négy komplett koncertműsort dolgoztak ki. 1978-ban a Magyar Rádió rögzítette a Láng Művelődési Házban a koncertjüket, de a felvétel csak két évtized múlva látott napvilágot. A nagylemez hiánya 1980 őszére felőrölte a zenekart, Bencsik Sándor és Cserháti István megalapították a P. Boxot (Pandora's Box). Schuster Lóránt nem adta fel, újjászervezte a P. Mobilt, amely 1981-ben végre eljutott a nagylemezig. Ugyancsak a kultúrpolitika által rossz szemmel nézett együttesek közé tartozott a bluesosabb zenét játszó Hobo Blues Band. Eleinte külföldi dalok magyarításait játszották, később saját dalokat is, Földes László (Hobo) elgondolkodtató szövegeivel. Második énekesként csatlakozott hozzájuk a „fekete hangú” Deák Bill Gyula. 1979-ben az Omega előzenekaraként járhatták be az országot, beleértve a Kisstadiont is.
Az évtized közepén még Koncz Zsuzsát kísérő Korált Balázs Fecó 1978-ban önálló együttesként alakított újjá. Egyedi arculatukat a kemény hangzás melletti líraiság adta. A zenekar a Taurus örökségét is ápolni kívánta, néhány Taurus-dal elhangzott a koncerteken, felkerült a korai kislemezekre és az első albumra. Az új meghatározó együttesek között volt még az 1979-ben alakult, westcoast rock stílusú Karthago, valamint első vidéki együttesként tört be a fővárosiak közé a miskolci Edda Művek. „Bakancsos” néven emlegetett klasszikus felállása két albumot készített 1980-81-ben. A második tartalmazta a Ballagás című film betétdalait is.
A mozikban 1981-ben bemutatták Szomjas György Kopaszkutya című, a csöves kultúrát bemutató filmjét. Egy kitalált együttesről szól, de a főszerepeket és a zenét a HBB, illetve részben a P. Mobil tagjai játszották. A filmzenét tartalmazó albumot azonban betiltják, csak 1993-ban lát napvilágot.
A korszak egyik legemlékezetesebb eseménye volt 1980 augusztusában a Óbudai-szigeten a „Fekete Bárányok” koncert, a Beatrice, a P. Mobil és a HBB részvételével. Utóbbinak ekkorra már elkészülhetett első nagylemeze. Egy évvel később ugyanott immár a zenész szakszervezet által rendezett "Szuperkoncertet". (Egy nap rock címmel film is készül róla), amely azonban nem tudja megismételni az előző évinek a sikerét. Ennek oka részben a fellépők nagyobb száma miatt korlátozott játékidő, részben az oda nem illő stílusú előadók meghívása.
A fesztivált gyakran az „őszinte kőkemény” rock korszakának jelképes lezárásaként értelmezik. A több városból kitiltott Beatrice nem vehetett részt, az ebből fakadó csalódás felbomlasztotta a zenekart. Ugyancsak leállt év végén a sokak által „állami rockzenekarnak” bélyegzett Dinamit is. 1982-ben a két együttes tagjainak egy részéből alakul meg az új hullámosabb, punk rockszerű zenét játszó Bikini (a Nagy Feró-féle korszakot utólagosan megkülönböztetve: Ős-Bikini). A Piramisból énekesük, Révész Sándor kilépett. A négytagúra csökkent együttes Gallai Péter énekével a következő évben kiadta az új hullámos stílusú Piramis Plusz albumot, de a rajongók körében nem lelt tetszésre. Som Lajos aranycsempészési botránya pedig a zenekar végét jelentette. A Korál zenéjében a hard rocktól eltávolodva a líraiság került előtérbe. Az Edda az eredetileg benyújtott, de a lemezgyár által visszadobott anyag után egy lírai hangvételű harmadik lemezt készít 1983-ban, majd év végén feloszlanak. Ugyancsak felbomlott abban az évben az Új Skorpió.
Ugyanakkor az újhullámos zenekarok visszaszorítása és a metal-robbanás magyarországi megkésettsége miatt még néhány évek évig meg tudta őrizni helyét a régi rockzenekarok egy része. A Karthago-nak 1982-ben megjelent leghíresebb kislemeze, a tragikus esemény által ihletett Requiem. A P. Boxban Varga Miklós énekest Vikidál Gyula váltja. Vele készül el 1983-ban legsikeresebb albumuk, a Kő kövön, rajta az 1982-ben elhunyt Radics Béla gitáros emlékére írott Zöld, a bíbor és a fekete című rockhimnusz. 1985-ben még egy albumot készítenek Omen címmel, amelyet sokan már a heavy metal előfutárának tartanak. 1985-ben régi és új tagokkal, az „új” jelzőt elhagyva jelentkezik a Skorpió, az Azt beszéli már az egész város album címadó dala egyik legismertebb slágerükké válik. Szintén 1985-ben alakul újjá az Edda Művek, de megváltozott felállással és stílusban, szakítva a miskolci korszak arculatával.
1983-ban mutatták be az első magyar rockoperát, az István, a királyt. Ebben a rendezői koncepció szerint a „lázadó rockerek” kapták a Koppány-oldal szerepeit: Koppány – Vikidál Gyula, Torda – Deák Bill Gyula, Laborc – Nagy Feró. Ezenkívül feltűntek a P. Mobil akkori tagjai is statisztaként, és az István-oldalon is szerepelt rockénekes: Varga Miklós adta a címszereplő hangját.
Az 1980-as évek közepét gyakran emlegetik a „rockhalál” időszakaként: 1985 végén elhallgat a P. Mobil és a Karthago, 1986-ban a Skorpió, a Korál és a P. Box (utóbbi tagjainak egy része Metál Company, majd Deák Bill Gyulával Bill és a Box Company néven zenél együtt egy ideig, de 1987-ben ez a formáció is megszűnik). A Bikini énekesi posztján Nagy Ferót D. Nagy Lajos váltja, akivel másfajta, könnyebben befogadható zenét kezdenek játszani. A Hobo Blues Bandnek változó felállással, de sikerül megmaradnia és folyamatosan működnie egészen a 2010-es évek elejéig.
Néhány régebbi együttes tagjai rövid életű zenekarokat alapítanak, mint a Fáraó az exkarthagós Gidófalvy Attilával és Kiss Zoltánnal, vagy a Senator Som Lajossal és a Karthago korábbi énekesével, Takáts Tamással.
A többi hard rock együtteshez képest megkésve fut be az 1972-ben alakult szombathelyi Lord. Első albumukat 1985-ben Ausztriában készítik el, majd 1988-ban idehaza is nagylemezhez jutnak. Mindkét lemezre rákerül a zenekar himnuszának tartott Vándor. Az 1980-as évek vége felé befutott budapesti zenészekkel (Gidófalvy Attila, Gyurik Lajos) erősítenek, de az 1990-es évek elején több tagcserén mennek keresztül, bár Pohl Mihály énekes új társakkal továbbviszi a nevet, az együttes háttérbe szorul.
Az újjáalakuló Beatrice 1988-ban megjelentethette első albumát, amely régi és új dalokat is tartalmazott. Az évtized fordulóján több daluk is sláger lett (Boldog szép napok, 8 óra munka). Nagy Feró politizálása azonban zenekaron belüli ellentétekhez, majd tagcserékhez vezetett.
A fiatal zenészekkel kiegészült Beatrice veszít népszerűségéből. A 2000-es évektől kezd visszatérni az érdeklődés irántuk, bár új lemezt ritkán készítenek.
Az 1990-es évektől kezdve több együttes is összeállt egy-egy nosztalgiakoncert erejéig. A Skorpió 1993-ban nemcsak koncertet adott a Budapest Sportcsarnokban, de új albumot is készített. Azóta az együttes saját megfogalmazásuk szerint „nem szűnt meg, csak ritkán játszik”, évente egy-két koncertet ad, új dalokat nem ír.
Tartós visszatérésre a P. Mobil vállalkozott 1994-ben. A Fradi-pályán tartott koncertjükről két lemez is megjelent, valamint új stúdióalbumuk is készült. 1995-ben bemutatták a még 1978-ban írott Honfoglalás szvitjük szimfonikus változatát, majd egy évvel később egy modernebb rockváltozatot. 1996 végén a tagok egy részének távoznia kellett. Az új énekessel, a korábban a Pokolgépből ismert Rudán Joe-val és a korábban a HBB meghatározó tagjának számító Póka Egon basszusgitárossal megújul az együttes hangzásvilága. 1998-ban jelenik meg a Kutyából szalonna album, amit a Kopaszkutya folytatásához szántak, de a film nem készült el. Ezután azonban több mint egy évtizedig nem jött ki új stúdióalbumuk. A Rudán Joe helyére került fiatal énekes, Baranyi László érkezése azonban új lendületet adott, 2009-ben elkészült a Mobileum.
A P. Mobilból távozott zenészekből jött létre 1997-ben a Tunyogi Rock Band (TRB). Koncertjein műsoron volt több P. Mobil-sláger, de saját szerzeményeik is készültek. 2004-ben Tunyogi Péter betegsége miatt távozott, ekkor a zenekar nevét the Rock Bandre változtatták (ugyanúgy TRB-nek rövidítve), Zeffer András vette át az énekesi posztot. 2006-ban azonban róla is kiderült, hogy súlyos beteg. 2007-ben névhasználati viták után Tunyogi Péter együttese visszavette a TRB nevet, Zeffer felgyógyulva fiatalokkal alakította újjá a RockBandet. 2008-ban volt P. Mobil-tagokból és a RockBand zenészeinek közreműködésével alakult meg a Mobilmánia. Koncertjeiken P. Mobil-dalokat játszanak, de készültek stúdióalbumaik saját dalokkal, amik egy része szintén műsorra került. Tunyogi Péter 2008-ban elhunyt, a Mobilmánia ezután is folytatta működését, a TRB utódjaként pedig 2009-ben megalakult a Zöld, a Bíbor Band.
A 2000-es évek során több régi együttes is újrakezdte. 2000-ben a Lordba visszatértek az 1989-es felállás tagjai. Bár 2005-ben az alapító Vida Ferenc távozott, az együttes azóta is működik, megtartva szombathelyi székhelyét, készültek új albumai is. Szintén klasszikus felállásban kezdte újra működését az új évezredben a Karthago és a Korál. A P. Boxot viszont Cserháti István fiatal debreceni zenészekkel élesztette újra, az új felállásban két album készült. Ezek közül a 2005-ös Pangea megjelenését Cserháti már nem élhette meg. Társai egy ideig folytatták, majd egy év múlva leálltak. 2009-ben visszatértek, de ezalatt két egykori alapító tag, Sáfár József és Szabó István is arra az elhatározásra jutott, hogy újraalakítják a zenekart. Így jelenleg furcsa módon két P. Box is működik. Szintén megváltozott felállásban alakult újjá 2009-ben a nevét Piramis Pluszra változtató Piramis és a Dinamit.

## Külső hivatkozások
- Hardrock linkgyűjtemény